# لوی وودبری
لوی وودبری (به انگلیسی: Levi Woodbury) سناتور سابق عضو حزب دموکرات ایالات متحده آمریکا بود. وی در سال ۱۸۲۵ تا ۱۸۳۱ و ۱۸۴۱ تا ۱۸۴۵ میلادی سناتور ایالت نیوهمپشایر در سنای ایالات متحده آمریکا بود.